# Castellanos de Zapardiel
Castellanos de Zapardiel és un municipi de la província d'Àvila, a la comunitat autònoma de Castella i Lleó.

## Demografia
| 1991 | 1996 | 2001 | 2004 |
| ---- | ---- | ---- | ---- |
| 162  | 150  | 148  | 135  |